# Franklin Township (comté de Grundy, Missouri)
Pour les articles homonymes, voir Franklin Township.
Franklin Township est un township du comté de Grundy dans le Missouri, aux États-Unis,.
Le township est fondé en 1841 et baptisé en référence à Benjamin Franklin.

## Source de la traduction
- (en) Cet article est partiellement ou en totalité issu de l’article de Wikipédia en anglais intitulé « Franklin Township, Grundy County, Missouri » (voir la liste des auteurs).